# Xe tăng chiến đấu chủ lực

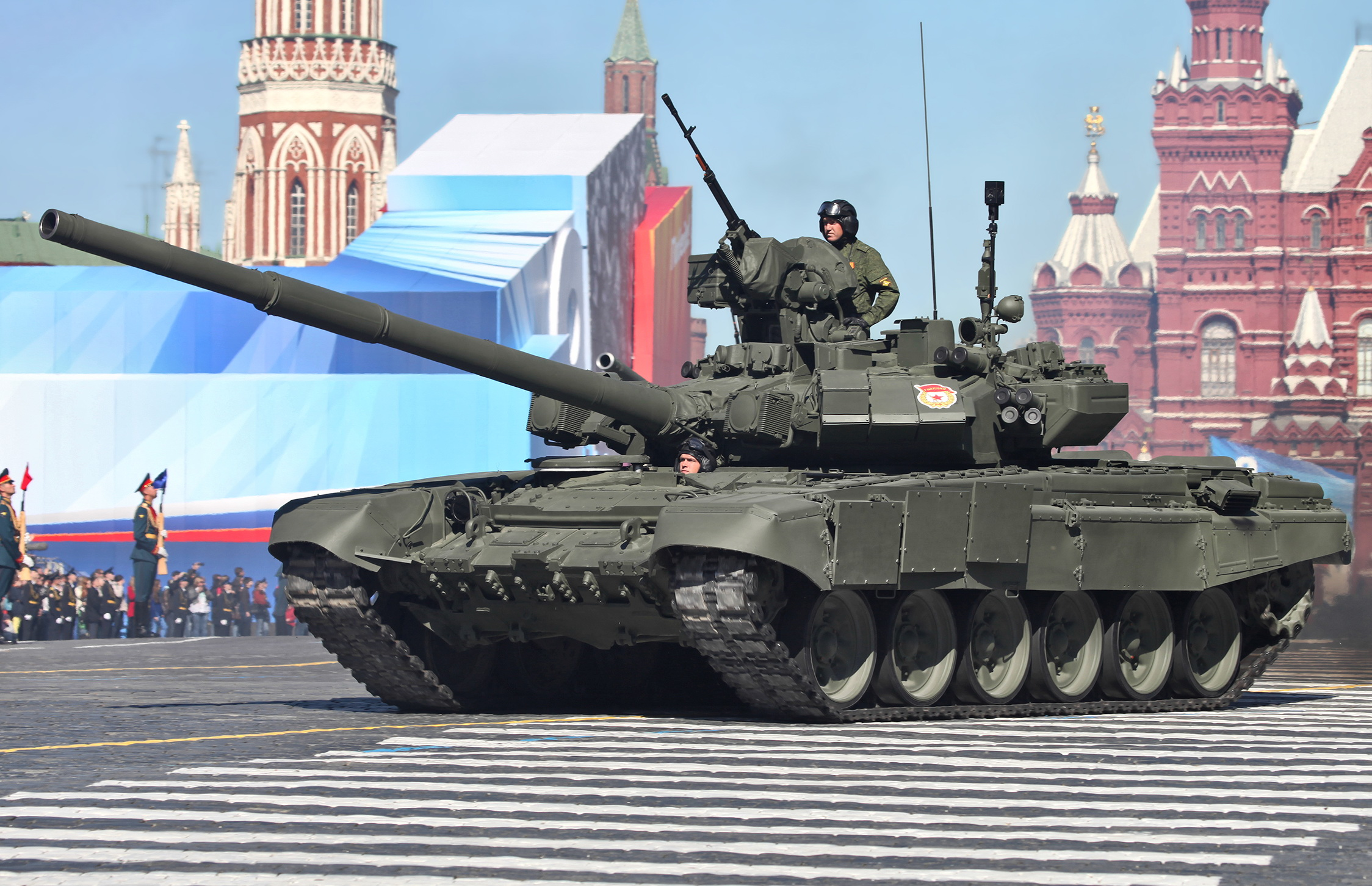
T-90, mẫu xe tăng chủ lực mạnh nhất do Nga sản xuất hiện nay

Xe tăng chiến đấu chủ lực (thuật ngữ tiếng Anh: main battle tank, MBT) là một phân loại xe tăng từ sau Thế chiến thứ hai, dựa trên những kết hợp với các tiến bộ trong động cơ, pháo, và công nghệ giáp vào trong một mẫu xe tăng, tập hợp những đặc điểm tốt nhất của 3 phân loại xe tăng hạng nhẹ, xe tăng hạng trung và xe tăng hạng nặng. Nó có những đặc điểm nổi trội như hỏa lực mạnh, độ cơ động cao và giáp dày so với những xe khác trong cùng thời đại của nó. Xe tăng chủ lực có thể vượt qua những địa hình tương đối hiểm trở mà vẫn duy trì tốc độ cao, nhưng nó đòi hỏi nhu cầu về hậu cần khá lớn như nhiên liệu, bảo dưỡng, đạn dược. Nó có một lớp áo giáp hạng nặng, dày hơn bất kỳ xe chiến đấu nào trên chiến trường, và mang được vũ khí mạnh có khả năng tiêu diệt các mục tiêu đa dạng trên mặt đất như bộ binh, công sự, xe cộ. Đây là một trong số những vũ khí đa năng và đáng sợ nhất trên chiến trường, và nó có khả năng sống sót cao.
Xe tăng chủ lực đầu tiên trên thế giới là T-64 của Liên Xô với thiết kế mang tính cách mạng lúc bấy giờ: giáp hỗn hợp, hệ thống nạp đạn tự động,... và M60 Patton của Hoa Kỳ.

## Thiết kế
Xe tăng chủ lực được định nghĩa như sau: Phương tiện chiến đấu thiết giáp tự hành, hỏa lực mạnh, pháo chính có sơ tốc đầu nòng cao để tấn công xe tăng địch và các mục tiêu khác, khả năng cơ động việt dã tốt, mức độ bảo vệ cao, không được thiết kế cho vai trò chở quân.

### Tổng quan
| \| 1. Kính tiềm vọng cho xa trưởng 2. Bệ giữ pháo chính 3. Súng máy đồng trục 4. Ốp nòng 5. Pháo chính 6. Kính tiềm vọng của lái xe 7. Cửa vào cho lái xe 8. Giáp mặt trước xe 9. Xích 10. Hộp đạn súng máy 11. Súng máy phòng không \| 12. Cửa vào tháp pháo 13. Tháp pháo 14. Khớp quay của tháp pháo 15. Thân xe 16. Cửa thông gió động cơ 17. Khoang động cơ 18. Giáp váy 19. Bánh động lực 20. Xích 21. Bánh chạy \| \| | |  |
| 1. Kính tiềm vọng cho xa trưởng 2. Bệ giữ pháo chính 3. Súng máy đồng trục 4. Ốp nòng 5. Pháo chính 6. Kính tiềm vọng của lái xe 7. Cửa vào cho lái xe 8. Giáp mặt trước xe 9. Xích 10. Hộp đạn súng máy 11. Súng máy phòng không | 12. Cửa vào tháp pháo 13. Tháp pháo 14. Khớp quay của tháp pháo 15. Thân xe 16. Cửa thông gió động cơ 17. Khoang động cơ 18. Giáp váy 19. Bánh động lực 20. Xích 21. Bánh chạy |  |

### Đối phó
Mọi MBT(Main battle tank) đều có giáp thép dày để bảo vệ nó và tổ lái khỏi các mối đe dọa. Tuy nhiên, trong chiến tranh hiện đại, chỉ giáp thép là không đủ. Một trong những phát triển như biện pháp bảo vệ bổ sung là giáp phản ứng nổ, phát triển bởi Israel vào thập niên 80 nhằm chống lại các tên lửa điều khiển chống tăng(ATGM) có đầu nổ nối tiếp cùng các đầu đạn nổ mạnh khác. Công nghệ này được Mỹ và Liên Xô (sau này là Nga) kế thừa và mở rộng.
Mọi MBT đều có giáp dày nhất ở mặt trước.
Tên lửa chống tăng là vũ khí hiệu quả và chi phí thấp, giáp phản ứng nổ có thể đánh bại chúng, nhưng khi nổ, các mảnh văng có thể gây thương vong nếu có bộ binh đi gần xe tăng. Dù vậy, trên tất cả các xe tăng Nga (từ T-64 trở đi) đều ít nhiều mang giáp phản ứng nổ. Kontakt-5, loại giáp phản ứng mới đây của Nga có thể đánh bại các đạn xuyên giáp và đạn nổ mạnh. Đồng thời, trước đó, Liên Xô đã cho phát triển các hệ thống bảo vệ chủ động và thụ động như Arena, Shtora.. Tương tự, Mỹ cũng có các công nghệ bảo vệ xe tăng khỏi tên lửa và gói nâng cấp TUSK cho các xe M1 Abrams hoạt động tại Iraq.
Một số công nghệ khác đã được nghiên cứu để nhăm tăng cường sức bảo vệ cho giáp chính của xe, như Chobham: sử dụng Urani làm nghèo để tạo nên giáp cho xe tăng như M1 Abrams hay Challenger 1, 2. Tuy vậy, một số vũ khí chống tăng phản lực mới được thiết kế nhằm đánh bại các xe tăng được gia cố thêm giáp phản ứng nổ, điển hình như RPG 29, được ghi nhận đã tiêu diệt một số xe tăng Abrams và Challenger.